# Nachrichten für Seefahrer
Die Nachrichten für Seefahrer (NfS) informieren die Schiffsführer wöchentlich über wichtige Ereignisse im deutschen Küstenmeer und der deutschen Ausschließlichen Wirtschaftszone (AWZ) sowie in den angrenzenden Gebieten der Nachbarstaaten. Sie werden vom deutschen Bundesamt für Seeschifffahrt und Hydrographie (BSH) herausgegeben.

## Geschichte
Seit 1870 sind Informationen für die Schifffahrt unter dem Titel Nachrichten für Seefahrer nachweisbar veröffentlicht worden. Zunächst als Beiblatt zu den Hydrographischen Mitteilungen, etwa vier Jahre später als eigenständige Publikation. Seit etwa 1881 erschienen sie wöchentlich in Heftform. 

Inzwischen werden die Nachrichten für Seefahrer wöchentlich ausschließlich in digitaler Form zur Verfügung gestellt, seit Ausgabe 27/2023 kostenfrei.

## Beschreibung
In den NfS werden wichtige Ereignisse, Änderungen und Maßnahmen – besonders auf den Seeschifffahrtsstraßen – im deutschen Küstenmeer und der deutschen Ausschließlichen Wirtschaftszone (AWZ) sowie in den angrenzenden Gebieten der Nachbarstaaten bekanntgegeben. Hiermit können die nautischen Veröffentlichungen, wie etwa Seekarten und Seehandbücher auf dem laufenden Stand gehalten werden. Die NfS erscheinen wöchentlich und zweisprachig in deutscher und englischer Sprache und bestehen aus den Teilen 1 bis 3.
Weniger wichtige Änderungen werden nicht durch die NfS veröffentlicht, sondern erst mit einer neuen Ausgabe z. B. einer Seekarte.
Die NfS beruhen auf den Bekanntmachungen für Seefahrer (BfS), die von den Wasserstraßen- und Schifffahrtsämtern herausgegeben werden und alle wichtigen Änderungen enthalten. Des Weiteren finden sich darin auch Mitteilungen anderer Hydrographischer Dienste als Kartenberichtigung oder Handbuchberichtigung wieder. Parallel zur ersten NfS-Ausgabe eines Jahres wird die jährliche Beilage zu den NfS veröffentlicht. Diese enthält weitere wichtige Informationen für die Schiffsführung.

## Gliederung
Die Hefte sind in drei Abschnitte unterteilt:
- Teil 1 Kartenberichtigungen
- Teil 2 Handbuchberichtigungen
- Teil 3 Mitteilungen

## Beispiele
Hier einige Beispiele (Auszüge aus NfS 34/02 vom 23. August 2002):
Teil 1 Kartenberichtigungen (Part 1 Chart Corrections)
T (12) SE 6141 Åstraviken  (SE 26/358/02) 34/02
Letzte NfS 17/02

Trage ein   R spierenförmige Leuchttonne mit Fl. R. 3 s 
 Insert         R spar light-buoy with Fl. R. 3 s :             59° 18,38’ N 018° 02,34’ E
Verlege    Leuchttonne Nr. 7 nach 
 Relocate  light-buoy Nr   to        59° 18,40’ N 018° 02,35’ E
Teil 2 Handbuchberichtigungen (Part 2 Sailing Direction Corrections)
2002 Ostsee II 2001 
 S. 108. Zeile 31–32, 
A n m e r k u n g :  Der maximale Tiefgang beträgt z. Z. 2,3 m, die Baggerrinne hat eine Tiefe von 2,5 m (2002).
Teil 3 Mitteilungen (Part 3 Notifications)
Schweden. Mälaren. Tranebergsbron. Durchfahrtsbreite verringert.
Geogr. Lage: 59° 20,0’ N 017° 59,7’ E

Bis 4. Oktober 2002 werden täglich von 7.00 bis 22.00 Uhr an der o. g. Brücke Bauarbeiten durchgeführt.

## Vergleichbare Publikationen
Alle seefahrenden Nationen veröffentlichen vergleichbare Nachrichten. Teilweise werden die Texte gegenseitig übernommen um eine Berichtigung der eigenen Publikationen (Seekarten oder Handbücher) durch die Nutzer zu ermöglichen. Die Artikel der anderen Wiki-Sprachversionen beschreiben zumeist diese nationalen Entsprechungen. Wichtige Publikationen für seefahrende Nationen veröffentlicht die Internationale Seeschifffahrts-Organisation IMO meist zuerst in englischer Sprache, was zeitversetzt auch in den Nachrichten für Seefahrer (NfS) und im Katalog Deutsche Nationalbibliothek aufgefunden werden kann, wie ein Beispiel zum Begriff Seafarer Fatigue zeigt: Die Internationale Seeschifffahrts-Organisation IMO veröffentlichte in 2001 den MSC/Circ.1014: Guidance on Fatigue Mitigation and Management (kurz: IMO Guidelines on Fatigue). In deutscher Sprache wurde diese Publikation veröffentlicht als IMO-Richtlinie zur Linderung von Fatigue (Übermüdung) und Fatigue-Management in der Beilage zum NfS-Heft 18/2002 sowie in der Liste der Berichtigungen und Mitteilungen Erstes Halbjahr 2002 - Beilage zum NfS-Heft 28/2002 Seite 14 dort mit Hinweis auf NfS-Heft 18/2002 … sowie ebenfalls in der Deutschen Nationalbibliothek sowohl in englischer als auch in deutscher Sprache.
Für den Luftverkehr gibt es die Nachrichten für Luftfahrer.

## Quelle
- NfS-Heft / NfS issue 34/2002
- Nautischer Warn- und Nachrichtendienst (Auszug aus Heft 1 der NfS)

herausgegeben vom Bundesamt für Seeschifffahrt und Hydrographie, Hamburg/Rostock